# Certamen Internacional de Literatura Sor Juana Inés de la Cruz
El Certamen Internacional de Literatura Sor Juana Inés de la Cruz del Estado de México, fue un concurso literario creado en el año 2009 para reconocer las mejores obras presentadas en español en las categorías de poesía, ensayo literario, novela, cuento y dramaturgia.

## Historia del certamen
La primera convocatoria de estos premios literarios se realizó en 2008, si bien los primeros premios fueron entregados al año siguiente, bajo el nombre de Letras del Bicentenario-Sor Juana Inés de la Cruz, convocados por el Gobierno del Estado de México como conmemoración del bicentenario del movimiento independentista en México, "reconociendo a aquellos autores que día a día revitalizan nuestra lengua a través del ejercicio inteligente y sensible de la palabra escrita". La segunda parte del nombre del certamen homenajeaba a Sor Juana Inés de la Cruz, una de las más importantes y representativas autores de la literatura novohispana.
En 2012, se sustituye la anterior denominación y el concurso pasó a llamarse "Certamen Internacional de Literatura Sor Juana Inés de la Cruz", apelación que se mantuvo hasta la eliminación del concurso. 
Durante su existencia, se premiaban cinco categorías: poesía, ensayo literario, novela, cuento y dramaturgia. En las primeras ediciones se concedían tres premios para cada una de estas categorías, pudiendo quedar desiertos por decisión del jurado. Posteriormente, se estableció un único premio de cada categoría, pudiendo concederse menciones honoríficas adicionales para obras que puedan merecerlo, en cualquiera de las categorías. Fue el único concurso literario mexicano que premiaba a cinco géneros literarios.
En la quinta y séptima convocatoria, las correspondientes a 2013 y 2015, se establecieron dos categorías adicionales: literatura infantil (cuento) y literatura infantil (poesía). En convocatorias posteriores, dichas categorías se constituyeron como un concurso literario separado y paralelo, al que se denominó: Certamen Internacional de Literatura Infantil y Juvenil FOEM. En 2014, hubo una única categoría adicional de literatura infantil.
Para la X edición del certamen, del año 2018, le fue retirado el premio en la categoría de poesía, a la escritora Esther Monserrat García García, originaria de Chihuahua, pero radicada en la ciudad de Saltillo, luego de haber presentado el libro "La destrucción del padre", el cual fue premiado anteriormente en un concurso elaborado en el estado de Coahuila, por lo que fue sancionada con su descalificación del certamen, la detención en la reproducción de su obra y el retiro del premio económico, que ascendía a 400 mil pesos.
La última edición del certamen tuvo lugar durante el primer año de gobierno estatal de Alfredo del Mazo Maza, en el año 2018. A partir de entonces, el concurso se dejó de organizar.
En el año 2020, el gobierno estatal creó un premio de nombre semejante al certamen, el “Premio Internacional de Literatura Sor Juana Inés de la Cruz” el cual corresponde a un premio único a la trayectoria de autoras y autores de cualquier nacionalidad que hayan escrito una obra destacada. La postulación a este premio es hecha por instituciones o fundaciones culturales.

## Lista de galardonados con primeros premios
| Año  | Categoría           | Obra                                                                                    | Autor                               |
| ---- | ------------------- | --------------------------------------------------------------------------------------- | ----------------------------------- |
| 2009 | Poesía              | Grandes maniobras en miniatura                                                          | Eduardo Casar González              |
| 2009 | Novela              | La derrota de los días                                                                  | Mauricio Carrera                    |
| 2009 | Cuento              | Territorios                                                                             | Primo Mendoza Hernández             |
| 2009 | Ensayo literario    | Desierto                                                                                | Desierto                            |
| 2009 | Dramaturgia         | Desierto                                                                                | Desierto                            |
| 2010 | Poesía              | Tálamo                                                                                  | Minerva Margarita Villareal         |
| 2010 | Novela              | 4 para Lulú                                                                             | Víctor Manuel Mendiola              |
| 2010 | Cuento              | Los huesos del Centauro y otras piezas anatómicas                                       | Tarsicio García Oliva               |
| 2010 | Ensayo literario    | Historia de mi hígado y otros ensayos                                                   | Pedro Hernán Bravo Varela           |
| 2010 | Dramaturgia         | Ítaca                                                                                   | Flavio González Mello               |
| 2011 | Poesía              | La cosa en sí es lo que importa                                                         | Ricardo Miguel Aguilar Carrillo     |
| 2011 | Novela              | Liubliana                                                                               | Eduardo José Sánchez Rúgeles        |
| 2011 | Cuento              | Llegados a este punto                                                                   | Elena Alonso Frayle                 |
| 2011 | Ensayo literario    | De la poesía a la filosofía: ensayo sobre la subjetividad (pre-textos presocráticos)    | Marco Aurelio Ángel Lara            |
| 2011 | Dramaturgia         | Bacantes after party. Disertación sobre Eurípides                                       | Enrique Olmos Avilés                |
| 2012 | Poesía              | Braille para sordos                                                                     | Balam Rodrigo Pérez Hernández       |
| 2012 | Novela              | Leonora antes de Leonora                                                                | Sofía Guindi de Buzali              |
| 2012 | Cuento              | Rojo semidesierto                                                                       | Joel Flores Lechuga                 |
| 2012 | Ensayo literario    | Ausencia compartida; treinta ensayos mínimos ante el vacío                              | Marina Álamo Bryan                  |
| 2012 | Dramaturgia         | Las puertas del infierno                                                                | F. Germán Jiménez Jiménez           |
| 2013 | Poesía              | Llámenme Ismael                                                                         | Luis Armenta Malpica                |
| 2013 | Novela              | A dónde van los caballos cuando mueren                                                  | Marcelo Rubén Britos                |
| 2013 | Cuento              | A vuelta de rueda tras la muerte                                                        | Ricardo Vigueras Fernández          |
| 2013 | Ensayo literario    | El desfile circular. Ensayo sobre el carrusel, la rueda de la fortuna y la montaña rusa | Elisa Corona Aguilar                |
| 2013 | Dramaturgia         | Tres                                                                                    | José Alberto Gallardo Fernández     |
| 2013 | Poesía infantil     | El libro de los fantasmas                                                               | José Andrés Acosta Cuevas           |
| 2013 | Cuento infantil     | Sharash y el regalo de Federico                                                         | Elizabeth Padilla Velázquez         |
| 2014 | Poesía              | La contingencia                                                                         | Alicia Genovese                     |
| 2014 | Novela              | Huesos de San Lorenzo                                                                   | Vicente Alfonso                     |
| 2014 | Cuento              | Pinturitas                                                                              | Guillermo Marcelino Ferreyro Lamela |
| 2014 | Ensayo literario    | La vida en ultratumba de Miguel de Cervantes (1616-2016)                                | Salvador García Jiménez             |
| 2014 | Dramaturgia         | Las partículas de Dios                                                                  | Luis Ayhllón                        |
| 2014 | Literatura infantil | El edificio fantasma                                                                    | Luis Moreno Villamediana            |
| 2015 | Poesía              | A salvo de la destrucción                                                               | Claudia Hernández de Valle Arizpe   |
| 2015 | Novela              | Jilotlán de los Dolores                                                                 | Dante Medina                        |
| 2015 | Cuento              | Óleo de hombres bebiendo                                                                | Agustín Prieto                      |
| 2015 | Ensayo literario    | Bajo la luz de una estrella muerta                                                      | Daniel Salinas Basave               |
| 2015 | Dramaturgia         | Los fusilamientos                                                                       | Alejandro Román Bahena              |
| 2015 | Poesía infantil     | Las onomatobellas                                                                       | Ruth Kaufman                        |
| 2015 | Cuento infantil     | El club de los gallinas                                                                 | Eva Balaguer-Cortés López           |
| 2016 | Poesía              | Kamikaze                                                                                | Herson Alán Barona Ortiz            |
| 2016 | Novela              | El elefante que sonreía                                                                 | Gustavo Vázquez Lozano              |
| 2016 | Cuento              | La hora de los vencejos                                                                 | Elena Alonso Frayle                 |
| 2016 | Ensayo literario    | Las siete virtudes contemporáneas                                                       | Norma Lazo                          |
| 2016 | Dramaturgia         | Eugenia a través de una bala                                                            | Alexis Irving Casas                 |
| 2017 | Poesía              | Silencio                                                                                | Clyo Huitzilin Mendoza Herrera      |
| 2017 | Novela              | Aquí había una frontera                                                                 | Gabriel Rodríguez Luciega           |
| 2017 | Cuento              | Los recuerdos son pistas, el resto es una ficción                                       | Roberto Wong Mora                   |
| 2017 | Ensayo literario    | Tomografía de lo ínfimo                                                                 | Laura Sofía Rivero Cisneros         |
| 2017 | Dramaturgia         | En su centro retiembla                                                                  | Adrián Alonso Villegas Madriles     |